# Mastaunspitze
Die Mastaunspitze ist ein 3200 m hoher Berg im Südtiroler Teil der Ötztaler Alpen.

## Lage und Umgebung
Die Mastaunspitze liegt im südöstlichen Zweig des Saldurkamms zwischen dem Schlandrauntal im Westen und dem Schnalstal im Osten. Die nächstgelegene Ortschaft ist das Dorf Unser Frau.

## Routen zum Gipfel

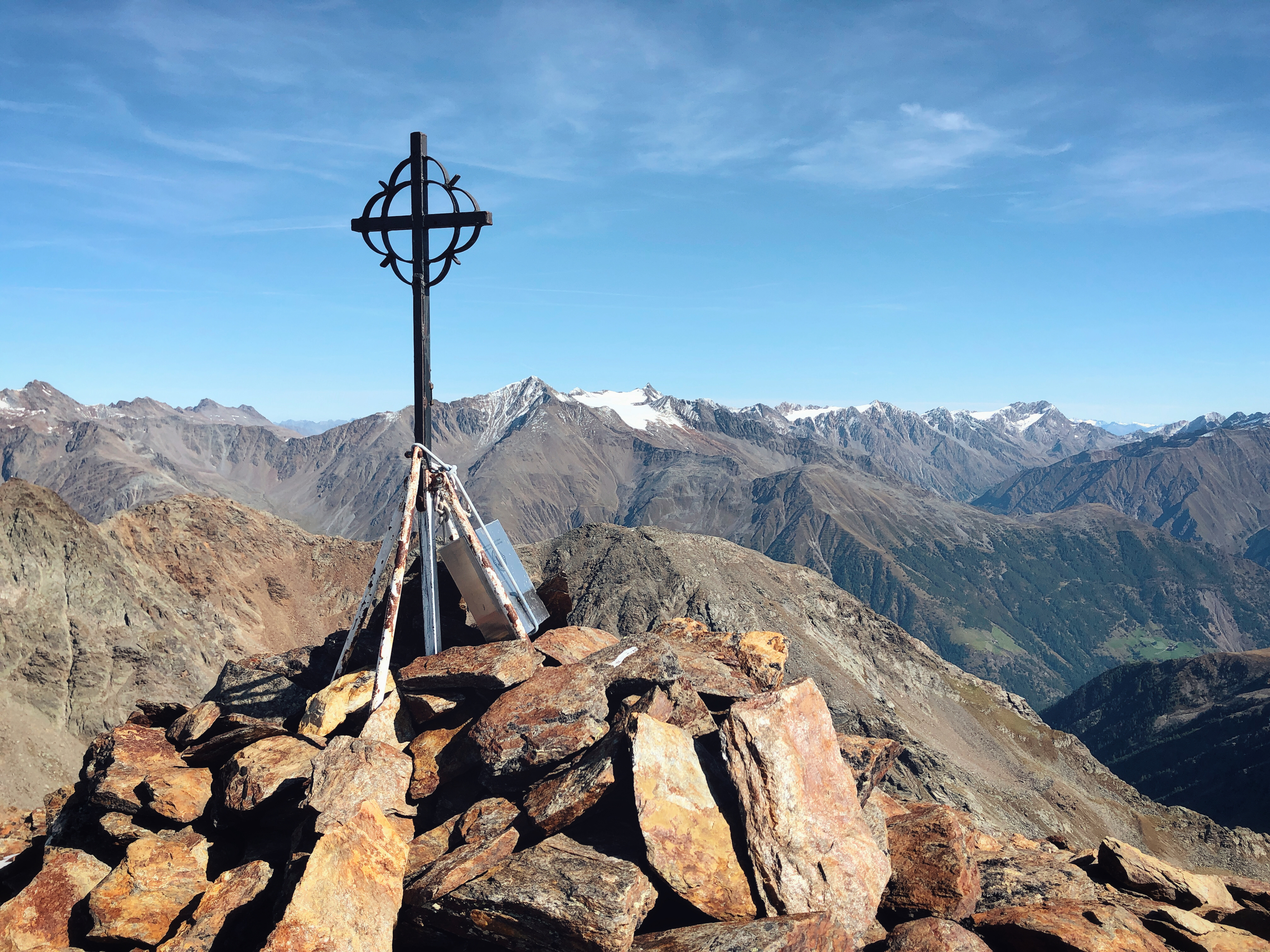
Mastaunspitze gegen die Ötztaler Alpen.

Der Gipfel ist unter Bergsteigern und Wanderern verhältnismäßig unbekannt und wird daher selten bestiegen. Vom Ausgangspunkt Unser Frau im Schnalstal kann über markierte Wanderwege ins Mastauntal aufgestiegen werden, indem man zuerst dem Weg Richtung Mastaunjoch folgt. Etwa dort, wo das Tal in nordwestliche Richtung abknickt, wird der Weg in westliche Richtung verlassen und über die markante Ostrippe der Mastaunspitze aufgestiegen. Dabei ist eine Kletterstelle im Schwierigkeitsgrad UIAA I zu bewältigen. Schließlich wird der Gipfel unschwierig über den Südostgrat erreicht.

## Belege
1. ↑  https://www.hikr.org/dir/Mastaun_27464/